# Caenurgia purgata
Caenurgia purgata là một loài bướm đêm trong họ Erebidae.